# Rio Caí
Rio Caí är ett vattendrag i Brasilien.   Det ligger i delstaten Rio Grande do Sul, i den södra delen av landet, 1 600 km söder om huvudstaden Brasília.
Trakten runt Rio Caí består huvudsakligen av våtmarker. Runt Rio Caí är det mycket tätbefolkat, med 2 261 invånare per kvadratkilometer.